# 148 км (колійний пост)
148 кіломе́тр — залізничний колійний пост Криворізької дирекції Придніпровської залізниці на електрифікованій лінії Апостолове — Запоріжжя II між станціями Мирова (10 км) та Канцерівка (9 км). Розташований в селі Гарбузівка Нікопольського району Дніпропетровської області.

## Пасажирське сполучення
Через колійний пост щоденно курсують приміські електропоїзди Нікопольського напрямку, проте прямують без зупинки.